# Лаппенберг, Иоганн Мартин
Иоганн Мартин Лаппенберг (нем. Johann Martin Lappenberg; 1794—1865) — немецкий историк.
Главный труд его — «Geschichte von England» (т. 1 и 2, Гамб. 1834—37; продолжал её Паули). Написал ещё: продолжение начатой Сарториусом «Urkundliche Geschichte des Ursprungs d. deutschen Hansa» (Гамб. 1830), «Urkundliche Geschichte des Hansischen Stahlhofs zu London» (1851); издал «Hamburg. Urkundenbuch» (т. I, Гамб. 1842), «Hamburger Rechtsaltertümer» (т. 1, Гамб. 1845), «Chroniken in niedersächs. Sprache» и др.
Член-корреспондент Петербургской Академии наук c 19.12.1834. После смерти Лаппенберга появились собранные им «Briefe von und an Klopstock» (Брауншв. 1867).